# Discografia de Zhang Liyin
Esta é a discografia da cantora de mandopop e balada Zhang Liyin, ativa na China e Coreia do Sul. Zhang lançou dois singles e três coletâneas através da SM Entertainment. Ela contribuiu em uma trilha sonora e seu álbum de estúdio de estreia, I Will, foi lançado na China em março de 2008.

## Álbuns de estúdio
| Ano  | Detalhes do álbum               | Lista de faixas | Vendas                                |
| ---- | ------------------------------- | --- | ------------------------------------- |
| 2008 | I Will - Formatos: CD, CD + DVD | 1. Intro (初戀) (feat. Han Geng do Super Junior) 2. 初戀 3. A Flame for You 4. 星願 I Will 5. 幸福的左岸 6. 後 7. 交错的爱/交錯的愛 (feat. Jonghyun do Shinee) 8. 相信愛 9. 纯真的爱/純真的愛 (feat. Song Bingyang) 10. One More Try 11. Y (Why...) 12. Timeless (feat. Xiah Junsu do TVXQ) | 268.837 (China) 2.186 (Coreia do Sul) |

## Singles
| Ano  | Detalhes do single                                  | Lista de faixas                                                                                                   | Vendas                 |
| ---- | --------------------------------------------------- | --- | ---------------------- |
| 2006 | Timeless - Formatos: CD, CD + DVD, download digital | 1. Timeless (feat. Xiah Junsu) 2. Y (Why...) 3. Timeless (feat. Xiah) (Instrumental) 4. Y (Why...) (Instrumental) | 14.231 (Coreia do Sul) |
| 2009 | Moving On - Formatos: CD, download digital          | 1. 晴天, 雨天 (Moving On) 2. 愛我 (Love Me) 3. 晴天, 雨天 (Moving On) (Instrumental)                              | N/A                    |
| 2014 | Agape - Formatos: download digital                  | 1. 爱的独白 (Agape) 2. 那些年 (Back Then)                                                                         | N/A                    |
| 2014 | Not Alone - Formatos: download digital              | 1. 我一个人 (나 혼자서) (Not Alone)                                                                               | N/A                    |

## Coletâneas
| Ano  | Detalhes do álbum                                                                | Lista de faixas | Vendas                 |
| ---- | -------------------------------------------------------------------------------- | --- | ---------------------- |
| 2006 | 2006 WINTER SMTOWN - Snow Dream - Formato: CD                                    | 1. Snow Dream - SMTOWN 2. 내가 그대 없이 (When We'll Be Together) - TVXQ 3. Tic! Toc! - Super Junior 4. Dreams Come True - CSJH The Grace 5. 그것뿐이에요 (Just You) - Super Junior - K.R.Y. 6. White Christmas - Kangta 7. DOTCH - BoA 8. Alone - The TRAX 9. Heaven - Zhang Liyin 10. Without You - Black Beat 11. 눈의 이야기 (Winter of Memories) - Hyun Jin 12. I Love Hoya - Choo Ka Yul 13. Joyful Day - Song Kwang Sik | 35.214 (Coreia do Sul) |
| 2007 | 2007 SUMMER SMTOWN - FRAGILE - Formatos: CD, CD + DVD                            | 1. Prologue For SMTOWN 2. 여행을 떠나요 (Leave for Summer) - SMTown (Original por Cho Yong Pil) 3. 행복 (Happiness) - Super Junior (Original por H.O.T.) 4. 이브의 경고 (Eve Warning) - BoA feat. Shin Dong (Original por Park Mi Kyung) 5. 한여름의 크리스마스 (White Summer Christmas) - Dong Bang Shin Gi (Original por Lee Jung Hyun) 6. 지난 여름밤의 이야기 (Last Year Summer Night Story) - Kangta (Original por Kwon Ji Won) 7. Festival - Cheon Sang Ji Hee The Grace (Original por Uhm Jung Hwa) 8. 조개껍질 묶어 (Tie Clam Shells) (A Cappella) - BoA, Jun Su, Chang Min, Lina, Sunday, Ryeo Wook e Ye Sung - (Original por Yoon Hyung Joo) 9. Under the Sea - DANA, Stephanie, Lee Teuk, Hee Chul, Ye Sung, Kang In, Eun Hyuk, Dong Hae, Sung Min, Ryeo Wook e Zhang Li Yin (Original por Samuel E. Wright) 10. 여행을 떠나요 (Instrumental) 11. Under The sea (Instrumental) | 34.722 (Coreia do Sul) |
| 2007 | [2007 Winter SMTOWN - ONLY LOVE - Formatos: CD, CD + DVD                         | 1. Only Love - SM Town 2. On December 27 - BoA 3. Evergreen - TVXQ 4. First Snow - Super Junior 5. We Wish You A Merry Christmas & Feliz Navidad - TSZX 6. Winter Wonderland - Kangta 7. Love Melody - Girls' Generation 8. Have Yourself A Merry Little Christmas - Hyun Jin 9. When Snow Scatters - Choo Ka Yul 10. Oh Holy Night - Zhang Liyin 11. Christmas of Childhood - Song Kwang Shik 12. Traveling - TVXQ | 22.856 (Coreia do Sul) |
| 2011 | 2011 Winter SMTown – The Warmest Gift - Formatos: CD, CD + DVD                   | 1. Santa U Are the One - Super Junior com Henry & Zhou Mi 2. Sleigh Ride - TVXQ 3. Distance - BoA 4. Last Christmas - SHINee 5. Diamond - Girls' Generation 6. For The First Time - Kangta 7. Like A Dream - TRAX 8. The First Noël - Zhang Liyin 9. 1, 2, 3 - f(x) 10. Amazing - The Grace - Dana & Sunday 11. Happy Xmas (War Is Over) - J-Min |                        |
| 2014 | SM the Ballad Vol. 2 – Breath (Chinese Version) - Formatos: CD, download digital | 1. Dear... (亲爱的…) - SM Town 2. 呼吸 (Breath) - Zhang Liyin e Chen 3. 太贪心 (Blind) - Zhou Mi 4. Set Me Free (放过我) (Korean ver.) - Taeyeon 5. 一天 (A Day Without You) (Korean ver.) - Jonghyun e Chen 6. 回想 (When I Was… When U Were…) (Korean ver.) - Krystal e Chen 7. Set Me Free (放过我) (Chinese ver.) - Zhang Liyin - Bonus Track |                        |

## Trilhas sonoras
| Ano  | Detalhes do álbum | Lista de faixas | Vendas              |
| ---- | --- | --- | ------------------- |
| 2006 | Dear My Love OST - Formato: CD | 1. 사랑하고 있어 (Main Title) - Sunday the Grace (TSZX the Grace) 2. Dear My Love (Love Theme) - Zhang Liyin 3. Stay In My Heart - Kangta 4. 4월의 첫날 (April Fool's Day) - TSZX the Grace 5. Even Without You - JM | N/A (Coreia do Sul) |
| 2009 | "我们在上海" (We Are In Shanghai) - Cantores: Eason Chan, Fish Leong, Show Luo, Anson Hu, Super Junior-M, BOBO, Xue Zhiqian, Xiao Ke, Luo Zhongxu, Luo Haiqiong, Lan Yan, Xue Jianing, Zeng Li, Pu Bajia, Yu Siyuan, Niu Mengmeng, Zhao Lin | 1. "我们在上海" (We Are In Shanghai) - Música tema do ano novo de 2009 da Dragon TV | N/A (China)         |

## Videoclipes
| Ano  | Título                                    |
| ---- | ----------------------------------------- |
| 2006 | "Timeless (feat. Xiah do TVXQ)" (Parte 1) |
| 2006 | "Timeless (feat. Xiah do TVXQ)" (Parte 2) |
| 2006 | "Y (Why...)"                              |
| 2007 | "Y (Why...)" (documentário)               |
| 2008 | "星願 (I Will)"                           |
| 2008 | "幸福的左岸"                              |
| 2009 | "晴天, 雨天 (Moving On)"                  |
| 2014 | "呼吸 (Breath) (CHN ver.)"                |
| 2014 | "爱的独白" (Agape)"                       |
| 2014 | "我一个人" (Not Alone)                    |
| 2014 | "Agape & Not Alone"                       |